# Умид (мост)
Мост «Умид» или «Умут» (азерб. Ümid körpüsü, тур. Umut köprüsü) — мост через реку Аракс на азербайджано-турецкой границе, по которому проходит единственная автодорога, связывающая Нахичеванскую Автономную Республику (эксклав Азербайджана) с Турцией.

## История
В связи с Карабахским конфликтом Нахичеванская Автономная Республика лишилась прямой сухопутной связи с основной территорией страны, которая проходила через Армению и оказалась в блокаде. В конце 1991 — начале 1992 года положение автономии оказалось тяжёлым: перестали поступать газ и электроэнергия, движение поездов было полностью остановлено.
В этих условиях 29 октября 1991 года был открыт временный мост, соединяющий Азербайджан с Турцией. А уже 28 мая 1992 года состоялось открытие моста «Умид» («Надежда»). На открытии присутствовал премьер-министр Турции Сулейман Демирель и другие высокопоставленные чиновники. С открытием моста частично были ликвидированы тяжёлые последствия блокады, в то же время это также дало толчок к развитию восточных провинций Турции. В дальнейшем на мосту были установлены таможенные посты двух стран, а также проведена высоковольтная электрическая сеть в Садаракский район Нахичеванской АР.
28 мая 2007 года в Нахичевани с участием глав некоторых областей Турции было отмечено 15-летие открытия моста.